# Ulex micranthus
Ulex micranthus är en ärtväxtart som beskrevs av Johan Martin Christian Lange. Ulex micranthus ingår i släktet ärttörnen, och familjen ärtväxter. Inga underarter finns listade i Catalogue of Life.